# دیورا کلدیورووا
دیورا کلدیورووا (انگلیسی: Diyora Keldiyorova; ۱۳ ژوئیهٔ ۱۹۹۸) جودوکار زن اهل ازبکستان است.